# Korompay Emánuel Aladár
Korompay Emánuel Aladár (Budapest, 1890. március 23. – Harkov, 1940 tavasza) magyar, majd lengyel katona, a lengyel hungarológia egyik magyar úttörője, az első magyar–lengyel szótár szerkesztője. A Varsói Egyetem Hungarológiai Tanszékének magyar lektora, aki a lengyel hadsereg tartalékos századosaként részt vett a második világháborúban, ahol szovjet hadifogságba esett, és a sok ezer lengyel tiszt életét kioltó katyńi vérengzés magyar áldozata lett.

## Élete
Budapesten született Korompay Lipót Márton szinnai születésű bádogos és a budapesti születésű Juhász Emma római katolikus szülők gyermekeként, 1890. április 8-án keresztelték meg. A Református Főgimnáziumban érettségizett, a Budapesti Tudományegyetemen filozófiából szerzett diplomát. Szolgált az első világháború galíciai frontján, majd önként jelentkezett a lengyel Józef Piłsudski Vörös Hadsereg ellen harcoló csapataiba. Lengyel nőt vett feleségül, és kettős állampolgár lett. Bevonulása előtt, 1930-tól a Varsói Egyetem magyar lektora volt, halála előtt három évvel az első lengyel–magyar szótár szerkesztője. A magyar követségen kultúrtanácsosi posztot is betöltött. 1939-ben mozgósították és a keleti fronton szovjet hadifogságba esett.
A sztarobelszki fogolytáborba került, a következő év tavaszán kivégezték; a katyńi vérengzés áldozata lett. Holttestét azonban a lengyel tisztek egy részének exhumálása során sem tudták azonosítani.
A második világháborút családjából csak legidősebb lánya, Ilona élte túl. Márta nevű leánya életét 1939 szeptemberében, Varsóban német bomba oltotta ki, Elżbieta 1943-ban a Gestapo fogságában kegyetlen kínvallatások után öngyilkos lett, felesége, Mieczysława koncentrációs táborban vesztette életét.

## Emlékezete

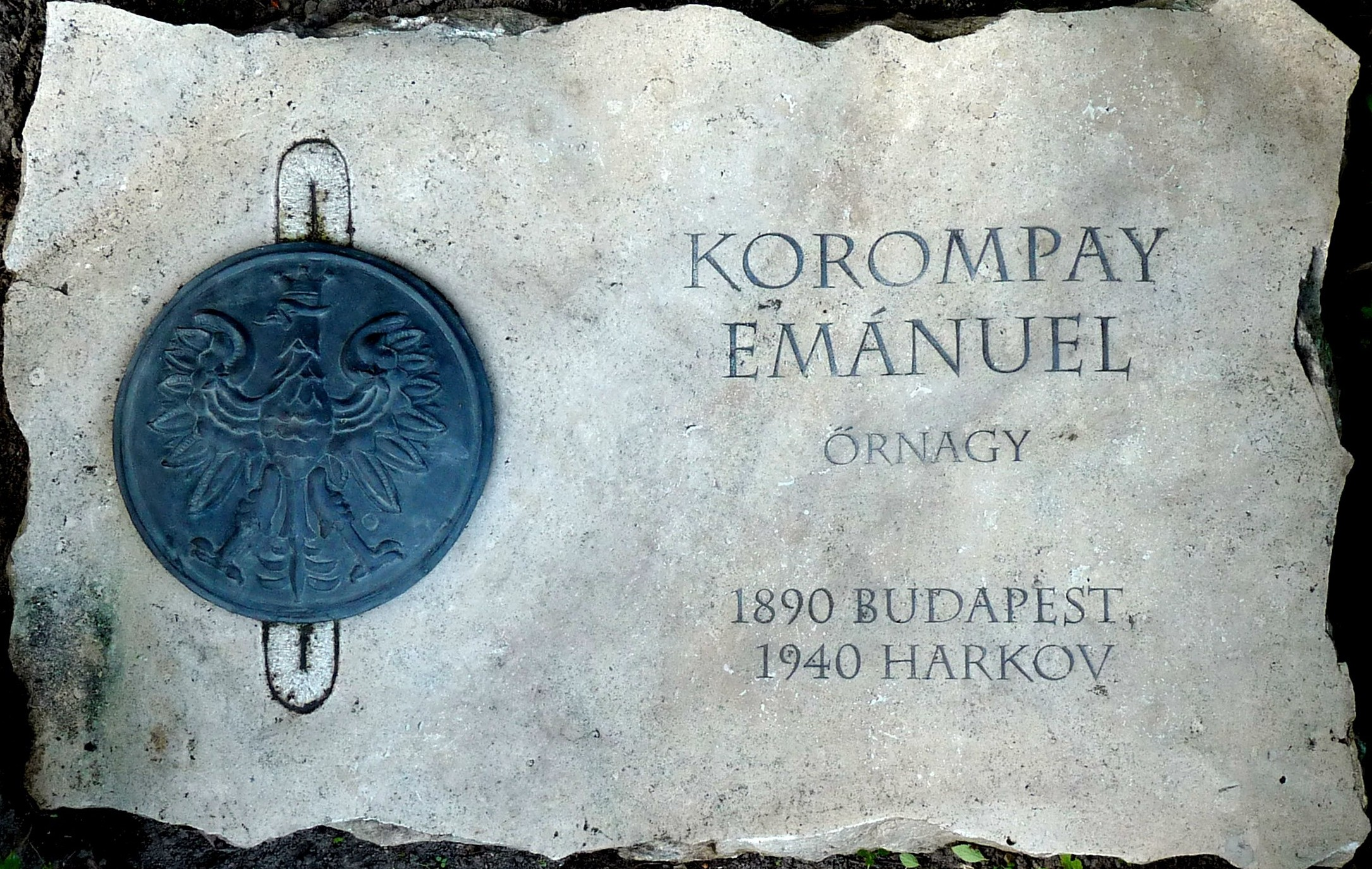
Korompay Emánuel emléktáblája Óbudán, a Katinyi mártírok parkjában

A család utolsó, varsói lakhelyének és a Varsói Egyetem Hungarológiai Tanszékének falain Korompay Emánuel emlékét táblák őrzik. A katyńi vérengzés 70. évfordulója kapcsán Łódźban, Csongrád megye lengyel testvérmegyéjének székhelyén, magyar kezdeményezésre emléktáblát állítottak a mészárlás két magyar származású áldozata, Korompay Emanuel Aladár és Oskar Rudolf Kuehnel emlékére. 2011. április 8-án avatták fel Budapest III. kerületében a katinyi mártírok emlékművét, aminek közelében két tölgyfát ültettek, emléktáblával – az egyiket az ő emlékére.